# 2. Floorball-Bundesliga (Frauen)
Die 2. Damen Floorball-Bundesliga war für die Saison 2023/24 die zweithöchste Spielklasse des Floorball-Verband Deutschland (FD). Über ihr stand die eingleisige 1. Floorball-Bundesliga, welche ebenfalls durch FD organisiert wird. Unter der 2. Bundesliga gab es zu der Zeit keine Liga.
Nachdem zur Saison 2017/18 wieder eine Bundesliga eingeführt wurde, gab es im Norden durchgängig, im Osten bis 2019 und im Süd/Westen 2022/23 Regionalligen. Um den immer kleiner werdenden Unterbau entgegenzuwirken und weil sowohl die Nord- als auch die Süd/West-Regionalliga 2023/24 nicht zu Stande gekommen wäre, wurde die 2. FBL für die Damen mit deutlich geringeren Kosten und Regularien als das Herren Pendant ins Leben gerufen. Zur ersten Saison gab es drei teilnehmende Teams.
Nach dem Aufstieg des Meisters Red Devils Wernigerode, aber keines Absteigers (Der TV Eiche Horn Bremen zog seine Damenmannschaft vom Großfeld-Spielbetrieb zurück) und Neulingen, die nicht bundesweit spielen wollten, wurde die 2. FBL nach einer Saison wieder abgeschafft. Als Unterbau zur Bundesliga dienen dafür die neuen Regionalligen im Norden (5 Teams) und im Osten (4 Teams). Zudem tritt der FBC München in der International Floorball League gegen österreichische Teams an und Floorball Mainz spielt mangels regionalen Kontrahenten nur im FD-Pokal.

## Mannschaften 2023/24
- Red Devils Wernigerode
- FBC Havel
- FC Stern München

## Zweitligameister seit 2024
- 2023/24: Red Devils Wernigerode